# Frezer
Frezer (feminatyw: frezerka) – mistrz rzemiosła zajmujący się obsługą frezarki lub każdy pracownik, który pracuje używając frezu.

## Etymologia
Słowo frezer wywodzi się od niemieckiego słowa Fräser, które oznacza frez.